# Deliver (album des Mamas and the Papas)
Pour les articles homonymes, voir Deliver.
Albums de The Mamas and the Papas
The Mamas and the Papas
(1966) The Papas and the Mamas
(1968)
Singles
1. Look Through My Window
Sortie : octobre 1966
2. Dedicated to the One I Love
Sortie : février 1967
3. Creeque Alley
Sortie : avril 1967

Deliver est le troisième album du groupe The Mamas and the Papas, sorti en 1967.

## Titres
Toutes les chansons sont écrites et composées par John Phillips, sauf mention contraire.
| 1. | Dedicated to the One I Love | Ralph Bass, Lowman Pauling       | 2:56 |
| 2. | My Girl                     | Smokey Robinson, Ronald White    | 3:35 |
| 3. | Creeque Alley               | John Phillips, Michelle Phillips | 3:45 |
| 4. | Sing for Your Supper        | Lorenz Hart, Richard Rodgers     | 2:46 |
| 5. | Twist and Shout             | Phil Medley, Bert Russell        | 2:54 |
| 6. | Free Advice                 | John Phillips, Michelle Phillips | 3:49 |

| 7.  | Look Through My Window   |                                  | 3:05 |
| 8.  | Boys and Girls Together  |                                  | 3:15 |
| 9.  | String Man               | John Phillips, Michelle Phillips | 2:59 |
| 10. | Frustration              |                                  | 2:50 |
| 11. | Did You Ever Want to Cry |                                  | 2:53 |
| 12. | John's Music Box         |                                  | 1:00 |

## Musiciens

### The Mamas and the Papas
- Denny Doherty : chant
- Cass Elliot : chant
- John Phillips : chant, guitare
- Michelle Phillips : chant

### Musiciens
- Eric Hord : guitare
- P. F. Sloan : guitare
- Joe Osborn : basse
- Larry Knechtel : piano, orgue
- Jim Horn : flûte, saxophone
- Hal Blaine : batterie, percussions
- Gary Coleman : percussions, cloches, marimba